# دایهاتسو تانتو

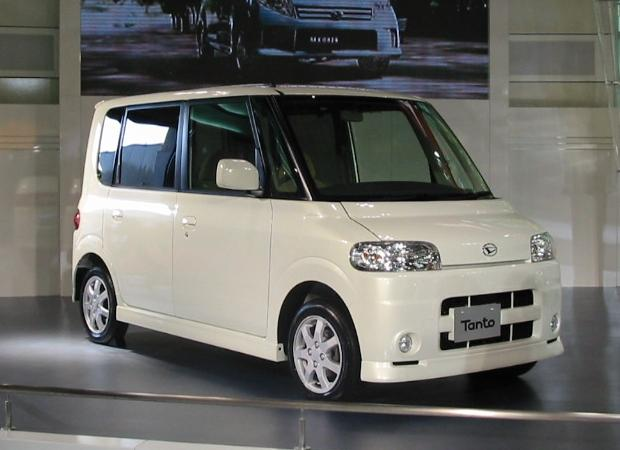

دایهاتسو تانتو (Daihatsu Tanto)، خودرویی است که از سال ۲۰۰۳ تا 2024 در توکیو تولید شده‌است. این خودرو در کلاس خودرو کی قرار گرفته، طراحی آن خودروهای موتور جلو - محور جلو و خودرو چهار چرخ محرک بوده طول آن در حالت طبیعی ۳٬۳۹۵ میلیمتر (۱۳۳٫۷ اینچ) است. موتور آن ۶۵۹ سی‌سی و سیستم جعبه دنده خودکار دارد. این خودرو در سال ۲۰۰۳ در نمایشگاه خودروی توکیو به عنوان خودرویی بر اساس سبک بدنه «بلند» Move معرفی شد و پس از آن در ژوئیه ۲۰۰۵ تانتو کاستوم عرضه شد. نام «تانتو» از کلمه ایتالیایی «خیلی» گرفته شده‌است
قیمت پایه دایهاتسو تانتو در حال حاضر 1.386.000 ین ژاپن (معادل حدود 9.555 دلار) در بازار ژاپن است و بالاترین مدل این خودرو حداقل به 2.150.000 ین ژاپن (نزدیک به 14.900 دلار) می‌رسد.

## نگارخانه

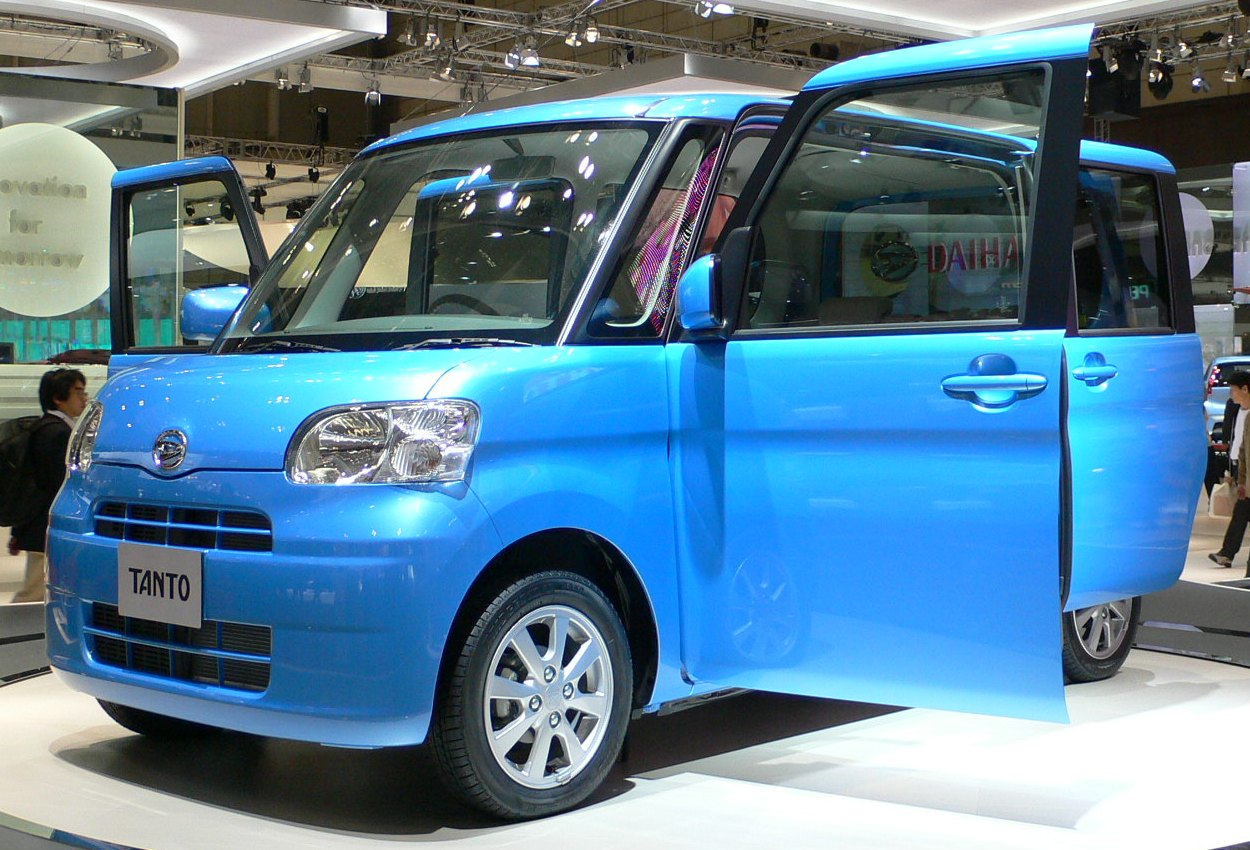
Second generation Tanto
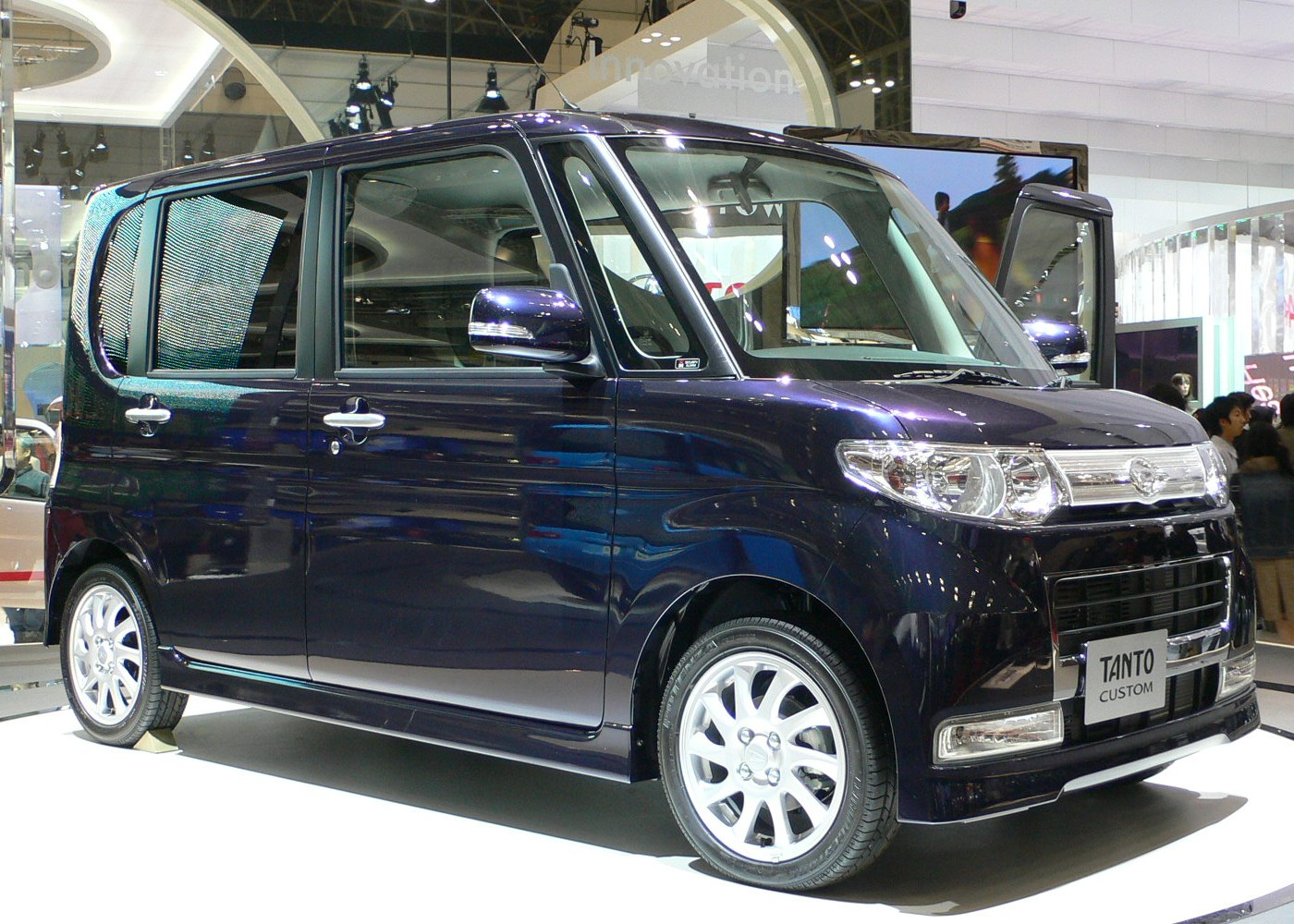
Second generation Tanto Custom